# Rebosteria

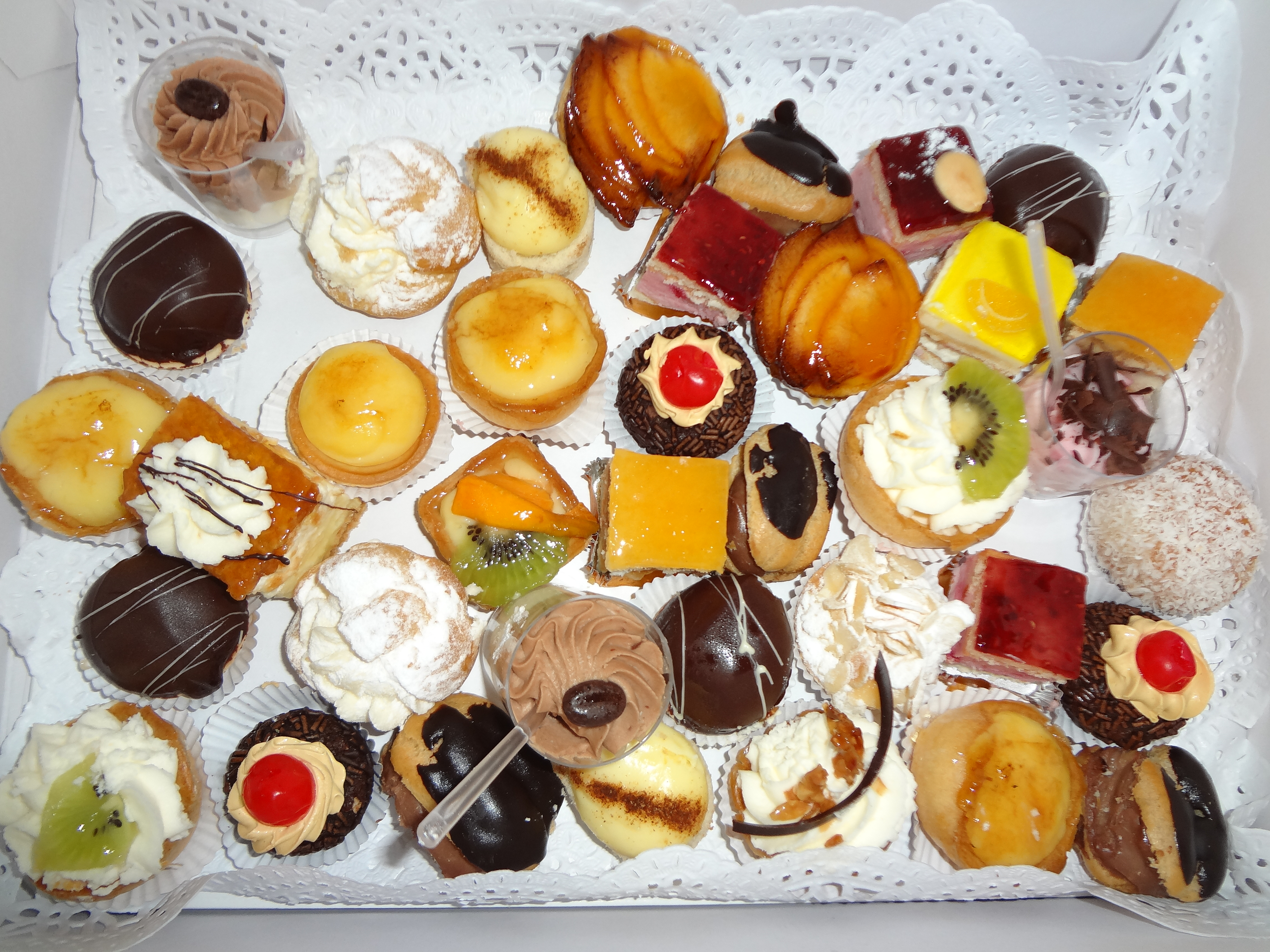
Assortit de rebosteria

La rebosteria és l'art de preparar o confeccionar pastissos petits, molt variats de gust i de forma. També es coneix com a "rebosteria" o "pastisseria" un establiment on es poden vendre aquestes darreries, i "confiteria" o "sucreria" la que es dedica a fer i a vendre confits, fruites confitades i altres llaminadures.
Rep el nom genèric de pastisseria quan es tracta de preparar o decorar pastissos o altres dolçors com pa de pessic, coques, etc. La confiteria o sucreria l'activitat de fer preparacions a base de sucre.

## Etimologia
Antigament la paraula rebosteria significava "rebost", era el lloc designat per a l'emmagatzematge de les provisions i on s'elaboraven els dolços, pastes, carns fredes i embotits. El reboster major d'un palau era la persona que estava encarregat de governar tot el referent a les necessitats domèstiques, després de cert temps, el càrrec era honorífic i l'ocupava sempre una persona provinent d'una família de gran llinatge.
Des dels inicis del segle xviii, la paraula rebosteria es referia a l'art de confeccionar pastissos, postres, dolços, torrons, dolços secs, gelats i begudes licors.

## Història
L'art de la pastisseria té una llarga tradició. La producció és molt rica: de pastes, és a dir, peces individuals, fins a coques i pastissos, passant per galetes i pastes seques. I malgrat que el sucre de canya es coneixia a l'època dels faraons –fins i tot n'hi ha referències anteriors; procediria de l'Índia–, l'ús no es va generalitzar a Europa fins molt més tard, de fet fins al segle xviii. No obstant això, els Països Catalans s'avancen a la resta d'Europa, a causa de la presència de la canyamel (canya de sucre) plantada pels àrabs a Gandia o a Mallorca.

D'aquesta manera, es pot afirmar que la pastisseria catalana és una de les més antigues d'Europa, si més no la més ben documentada des de l'edat mitjana. En els receptaris medievals –i més tard en els del barroc– hi apareixen dolços, o els precedents encara vigents avui: el menjar blanc, la crema, els flaons i flaones, les crestes o pastissets, les coques i cócs, les tortes i tortades i els torrons.

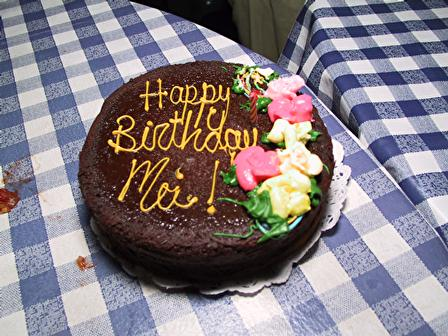
Pastís de natalici decorat.

Les bases són duals: d'una banda incorporen els típics productes d'herència àrab (o jueva), com la farina d'ametlla, el massapà, l'ús força notable dels ous yema, pastís de rovells d'ous) ; com a greixos hi preval l'oli d'oliva, però també el llard (coca de llardons i altres). L'ús de la mantega, si bé ja es documenta a l'edat mitjana, es desenvolupa amb la influència francesa, així com la forta presència (a diferència del que passa a la península ibèrica) de la crema batuda. En tots els casos, preval l'ús de farina de blat i típics perfums com la pela de llimona, la canyella, la taronja i l'aiguanaf (aigua de flor de taronger), la matafaluga (anís verd), el celiandre, l'anís o mistela i, més modernament, el condiment de vainilla i la xocolata.
Es treballen totes les pastes, originals (com la de coca o la de les crestes o pastissets) o d'influx francès: pasta de brioix, pasta trencada, pasta de lionesa, pasta mantegada, així com el pa de pessic. Com a farciments, destaquen la crema (catalana o pastissera), la nata, la merenga, el mató (flaons), la trufa (de xocolata), la yema (pastís de rovells d'ous), el cabell d'àngel (confitura de carbassa), el massapà… Hi ha un notable ús de la fruita seca –coques i altres– i, ocasionalment, de la fruita fresca o confitada (coca de cireres, coca amb codonyat…) Igualment és corrent l'ús de la fruita confitada (coques, tortells…) o del coco ratllat.
Sigui com sigui, la pastisseria no només ha romàs als obradors dels pastissers o als fogons dels restaurants, sinó que també ho ha fet en la cuina casolana. Per tant, d'entrada es pot fer una primera classificació. La pastisseria casolana, més desenvolupada a Ponent i al sud del país, produeix coques i cócs, pastes seques, pastissets farcits (o crestes), bunyols, crespells… La pastisseria pública també produeix aquestes especialitats i, a més, un ric repertori d'altres de tradicionals, de tradició antiga o recent: tortells, braços, flaones, pasta de full, sares, pals, massinis, Sant Marc, lioneses, búlgars, borratxos, galetes i pastes seques, xuixos de Girona, cassoletes farcides, tartes i pastissos –de poma, Sacher (d'origen austríac), de formatge… Igualment, algunes pastisseries produeixen semifreds, gelats artesans i tartes gelades. Es pot també classificar la dolceria en dolços de cullera (cremes, flams, menjar blanc), fregits (bunyols, orelletes, crespells) i de forn.
Encara avui, tant la pastisseria i confiteria familiar com la pública segueixen el calendari estacional i festiu: torrons de Nadal, panellets de Tots Sants, ‘brunyols' de Quaresma, orelletes de festa major, mones de Pasqua, pastissos de Sant Jordi, tortells de Rams o de Nadal, neules de Nadal, tortell de Reis o de Sant Antoni, coca de Sant Joan…
Una altra característica és la varietat d'especialitats locals i fins i tot creades per una pastisseria: borregos de Cardedeu, tortells entorxats d'Olot, coca i catànies de Vilafranca, el pa de pessic de Vic o d'Arbúcies, les encasades de Vic, la tortada d'ametlla de Banyoles o de Manlleu, flaona de Figueres, de Torroella o de Sant Pau de Segúries, la coca de Manresa, les borraines de l'Ebre, els redorts del Pallars, els cócs (ràpids, de maçana, de brossat de l'Ebre i la Franja), les merengues de Sitges i Vilanova, els taps de Cadaqués, les capsetes de Tivissa, els coraçons de la Ribera d'Ebre i els pontets de Móra, bufats del Vendrell, pastissets de Tortosa, rosquilles de Figueres, el rus i la barra de pasta de full de la Bisbal d'Empordà, la coca de cireres de Reus.
Algunes són cèlebres especialitats, pròpies de confiteries locals: els rocs de l'Estany, les moixaines, els jaumets, les carícies, els trefins, els poquibons. Entre les galetes i pastes seques destaquen els ametllats, els carquinyolis, els modernistes, els cubans, les teules, els crocants… Algunes formen part d'un món de gran tradició a Catalunya, el de les galetes, considerades les millors en aquesta categoria: destaquen les de l'Espluga de Francolí, Santa Coloma de Farners, Castellfollit de la Roca, Figueres i Ribes de Freser. Igualment, hi ha una gran tradició de forns de pa, que sempre han produït diverses menes de coques (dolça, de sucre o d'oli, de pinyons, de llardons o greixons bunyols) i pastisseria salada, com les coques de recapte. La producció de croissants (de confecció diferent del de l'original francès) i de brioixeria, magdalenes i ensaïmades és remarcable. A les pastisseries també es produeix pastisseria salada, tant en forma de coques com de petites peces de pasta de full, que acompanyen la ‘rebosteria dolça' –d'una gran tradició festiva– similar als ‘petits fours' francesos.

## Preparació

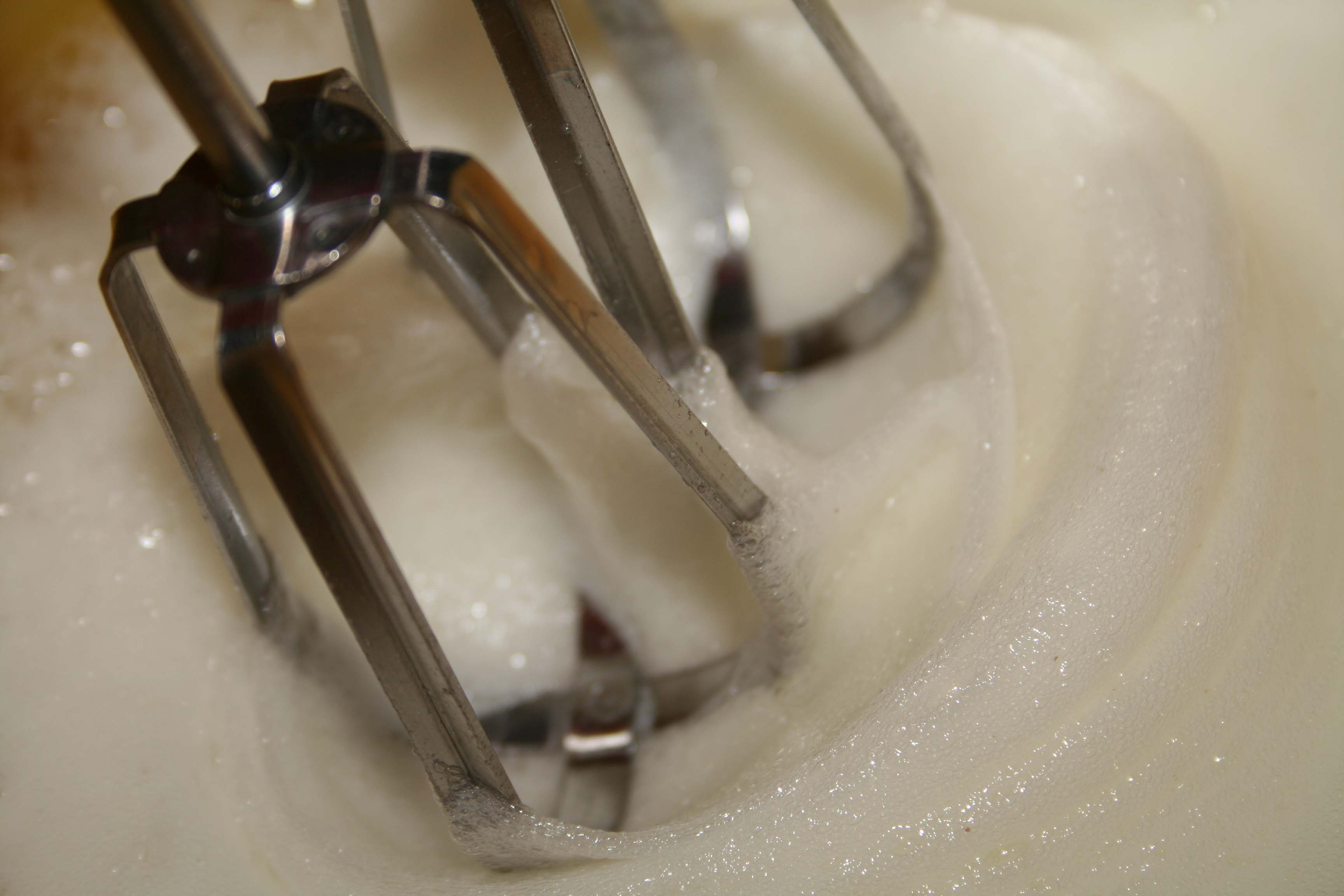
Batedora

A diferència d'altres aliments preparats amb farina de blat com el  pa, on l'objectiu és pastar la mescla explotant les propietats elàstiques del gluten. Els rebosters opten per utilitzar ingredients com el llevat o el hidrogencarbonat de sodi (pols de coure) quan volen generar bombolles d'aire en l'aliment. Això causa que els pastissos siguin tradicionalment esponjosos en comptes de gomosa.
Sol usar-se, per a gairebé tots els aliments de la rebosteria, el sucre, els ous, la farina, la mantega, el condiment de vainilla, etc.
Algunes postres porten endins trossos de fruita. Altres poden portar en el seu lloc, o addicionalment, una capa de  crema decorativa sobre el seu exterior.

## Decoració

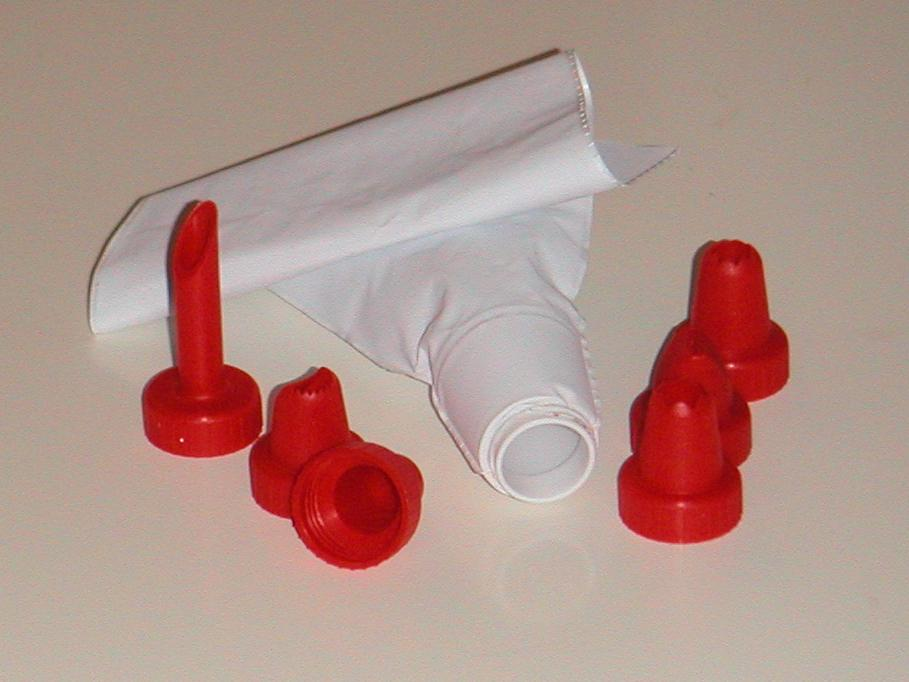
Una Mànega pastissera

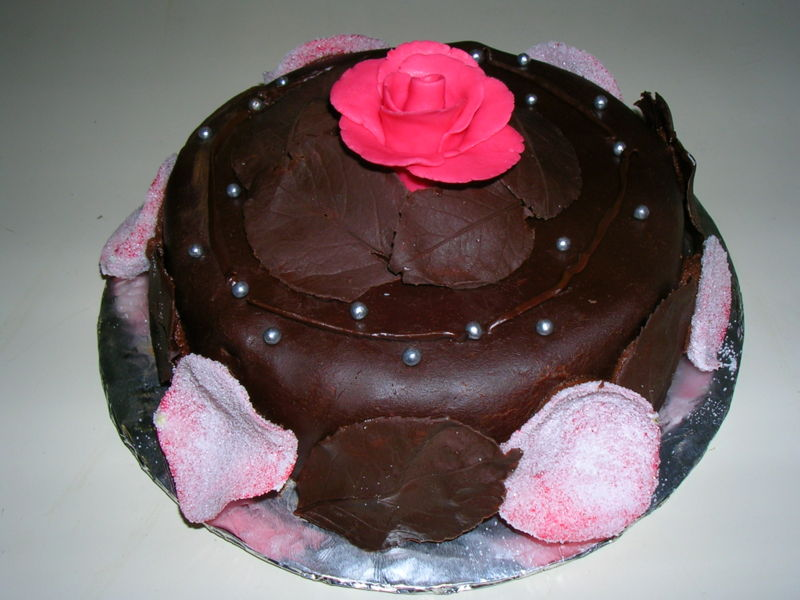
Un pastís decorat

Una vegada que s'acaba de coure un pastís, se li sol decorar amb crema, sucre de rebosteria o espurnes. Aquesta és la part més cèlebre del procés, fins i tot al punt que les classes de pastisseria es concentren més en la decoració que en la preparació del pastís.
La crema és un glacejat especial fet amb mantega, llet, aigua, sucre, rovells d'ou i sovint també colorant artificial. El sucre de rebosteria no és més que sucre normal molta fins que estigui extremadament fina perquè així pugui ser empolvorada o deixada caure en forma de neu sobre el pastís. Les espurnes solen estar fetes de xocolata, però també poden ser caramels minúsculs, insípids, i multicolors, utilitzats per deixar-se caure en forma de pluja sobre la crema.
La crema sol untar-se sobre el pastís amb un ganivet o espàtula, l'espessor depenent del gust. A vegades la crema té un aspecte similar al de la crema xantillí, producte de batre fins a atrapar bombolles d'aire en ella. Aquesta crema batuda pot després utilitzar-se per afegir decoracions voluminoses. No obstant això, aquestes decoracions lleugerament més complicades solen requerir equip especial, com ara injectar o bosses de rebosteria amb filtres especials.
Els diferents colors de les cremes es fan servir per fer formes sobre la superfície del pastís, com ara per escriure "Feliç Aniversari" o dibuixar un personatge de dibuixos animats. A finals del segle xx, es van fer disponibles al públic nous productes per a la decoració de pastissos. Aquests inclouen esparcidor especials d'espurnes i mètodes per a transferir una imatge  impresa a un pastís.
De vegades se li afegeixen ornaments pre-fets al pastís com a números o figures plàstiques o comestibles. També hi ha fulls de xocolata que poden ser posades on es vulgui. Les formes fetes de massapà també són populars.

## Establiments
Les pastisseries són negocis extremadament comuns. Sovint també venen pa i altres aliments salats. En aquests casos es diuen forns. Avui en dia, també poden vendre nombrosos altres articles com refrescs o cereal, servint de botiga de conveniència i / o restaurant de pas.
Les pastisseries sovint s'especialitzen a fer pastissos per a casaments o aniversaris per encàrrec. També poden rebre encàrrecs d'hotels o centres de convencions que busquen aconseguir postres de bona qualitat en esdeveniments on poden reunir-se persones de diversos països.
Les forns / pastisseries es poden dividir en:
- Fàbriques. Sovint produeixen els pastissos per després transportar-los a nombrosos punts de venda al llarg d'una regió.
- Negocis familiars. Es poden especialitzar en productes d'un tipus específic, com ara pastissos amb receptes originàries d'una zona específica del món.
- Franquícies. Formen part de cadenes de pastisseries. Els seus pastissers i / o forners solen seguir receptes predeterminades per la companyia, que és la que estableix la gamma de productes.

## Llista d’obres sobre pastisseria i confiteria
Les obres, estrictament gastronòmiques o més generals, que parlen de pastissos i confits són nombroses i de continguts desiguals. Una petita mostra (necessàriament no exhaustiva) pot ajudar a millorar els coneixements sobre el tema.
Al costat de llibres de cuina i receptaris clàssics, la llista inclou obres de contingut diferent però que tracten, en algun moment, d’ingredients emprats per a fer pastissos.
- c430 aC. Heròdot, en el primer llibre d’història, esmentà la mel de les palmeres de Babilònia.[5]
- c.60dC. Luci Juni Moderat Columel·la.
  - Al llibre novè de la seva De Re Rustica, parlà de les abelles i la mel.[6][7]
- Marcus Gauius Apicius, De re coquinaria[8]
  - Les receptes «dolces» d’Apici es basaven en la mel, la farina, la llet, el formatge i els fruits secs.[9]

- 1324, Llibre de Sent Soví[10]
- c. 1350, Llibre d'aparellar de menjar[11]
- 1384, Francesc Eiximenis, Com usar bé de beure e menjar[12]
- 1386, Guillaume Tirel, dit Taillevent, Le viandier[13]
- c1390, The Forme of Cury[14]
- c1390, Utilis Coquinario[15]
- 1396, Le ménagier de Paris[16]
- 1423, Enrique de Villena, Arte cisoria[17]
- c. 1450, Llibre del Coch[18][19]
- c1450. Llibre de totes maneres de confits. Anònim.[20]

- 1562. Adroguers-confiters a Barcelona.[21]

- 1566. Rafael Martí de Viciana, en la segona part de la «Crónica de Valencia», explicava la producció de sucre en aquell regne, emprant paraules valencianes per no existir (en el seu temps) terminologia castellana.[22]

- 1611. Arte de cozina, pastelería, vizcochería y conservería.[23]
  - L'obra recull diverses receptes dolces: "manjar blanco", "pastel de membrillos", "pasteles flaones", "escudilla de almendrada",...

- 1617. Miquel Agustí.[24]
  - Parlà d'apicultura, les abelles i la mel.